# František Bulis
František Bulis (22. září 1916 Hrochův Týnec – 18. října 1942 Northolt) byl český pilot 311. československé bombardovací perutě.

## Život

### Před druhou světovou válkou
František Bulis se narodil 22. září 1916 v Hrochově Týnci na Chrudimsku, poté žil v přilehlých Stíčanech. Otec mu v mladém věku zemřel na tuberkulózu a rodinu živila pouze matka pracující v cukrovaru. V Moravanech se vyučil strojním zámečníkem. V roce 1935 se přihlásil do Školy pro letecký dorost v Prostějově. K tomu mu pomohl ministr obrany František Machník, kterému František Bulis napsal dopis a který jej osobně přijal. Po jejím absolvování sloužil u Leteckého pluku 2. Nalétal 230 hodin, absolvoval kurz pro dvoumístná letadla a dosáhl hodnosti četaře.

### Druhá světová válka

#### Francie
Po německé okupaci v březnu 1939 opustil František Bulis společně s Oskarem Valoškem, Karlem Langem, Františkem Doležalem a Oldřichem Tošovským v prostoru Ostravy ilegálně Protektorát Čechy a Morava a přes Polsko se dostal do Francie, kam dorazil 21. června 1939 a kde vstoupil do cizinecké legie. Během září sloužil u pozorovací letky v Casablance, následně do konce listopadu v Alžírsku. Po převelení zpět do Francie prodělával na letištích v Châteauroux a Istres výcvik na tamních bombardovacích strojích zejména na typu Bloch MB.210. Nalétal osmdesát hodin. Po pádu Francie v červnu 1940 se evakuoval do Spojeného království.

#### Spojené království
Ve Spojeném království vstoupil František Bulis do Royal Air Force a po výcviku na britskou leteckou techniku v Cosfordu byl v květnu 1941 zařazen k 311. československé bombardovací peruti. Jako pilot se s perutí účastnil náletů na nacistické Německo a okupovanou Evropu, po jejím přechodu pod pobřežní velitelství i protiponorkových hlídkových letů. Ve dnech 16. srpna a 9. září 1942 se účastnil úspěšných útoků na německé ponorky. Dne 18. října téhož roku pilotoval stroj Vickers Wellington T2564 KX-T během přeletu do Londýna, ve kterém cestovalo dalších třináct příslušníků 311. perutě a jeden belgický důstojník. Stroj se z nezjištěných příčin zřítil u letiště Northolt a všichni na jeho palubě a šest dalších osob na zemi zahynulo. Byl pohřben na hřbitově v Brookwoodu. Dosáhl hodnosti podporučíka.

## Posmrtná ocenění a vyznamenání
- V roce 1991 byl František Bulis in memoriam povýšen do hodnosti plukovníka
- Dne 8. května 2025 byl in memoriam vyznamenán Křížem obrany státu ministra obrany České republiky.[3]

### Dokumentární pořady
- Janek Kubík - Bulis´ Crew-František Bulis (dokument na Youtube.com)
- Naštvali se a šli k RAF. Pilotům z Hrochova Týnce by letos bylo sto (Pořad na stránkách Českého rozhlasu Pardubice, 2016)